# Mike Comrie
Mike Comrie (ur. 11 września 1980 w Edmonton) – kanadyjski hokeista.
Od 14 sierpnia 2010 roku do lutego 2016 roku był mężem aktorki i piosenkarki Hilary Duff.

## Kariera
- Edmonton Canadians (1995–1996)
- St. Albert Saints (1996–1998)
- Uniwersytet Michigan (1998–2000)
- Kootenay Ice (2000)
- Edmonton Oilers (2000–2003)
- Philadelphia Flyers (2003–2004)
- Phoenix Coyotes (2004)
- Färjestads BK (2004–2005)
- Phoenix Coyotes (2005–2007)
- Ottawa Senators (2007)
- New York Islanders (2007–2009)
- Ottawa Senators (2009)
- Edmonton Oilers (2009–2010)
- Pittsburgh Penguins (2010–2011)